# 奧迪Quattro
奧迪Quattro（德語：Audi Quattro），德國車廠奧迪於1980年3月3日在日内瓦汽車展上首次發佈的汽車，生產期由1980年直到1991年，其四驅系統令它於1980年代一度雄霸各拉力賽的賽事。

## 外部連結
- Evolution of the models Audi quattro, 1980-1991: English,German

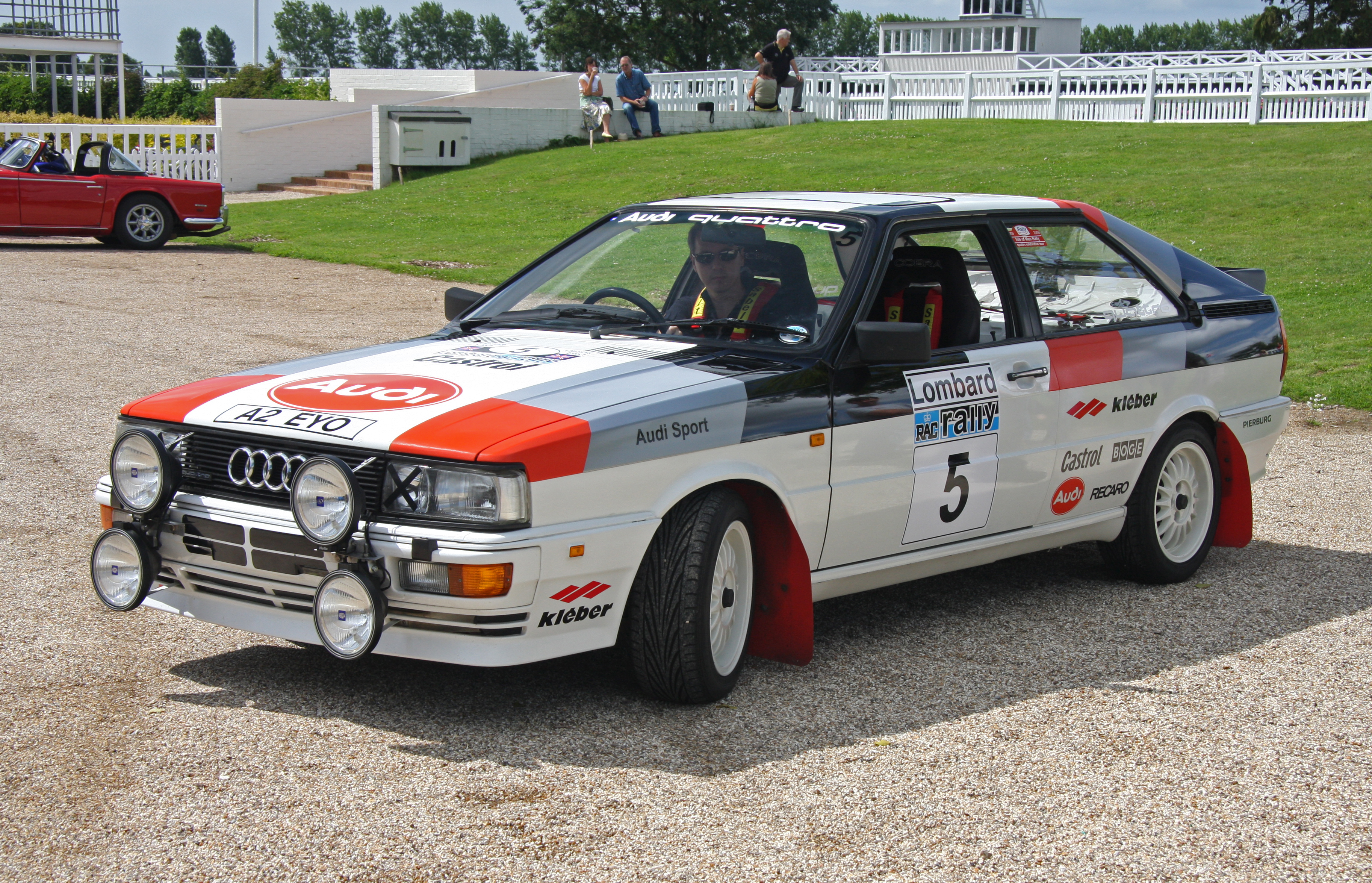
奧迪Quattro拉力賽塗裝

- Audi Quattro Sport S1 （页面存档备份，存于）